# Marc Savoy
Marc Savoy (Eunice, 1º ottobre 1940) è un fisarmonicista, violinista e cantante statunitense.
Considerato tra i più importanti suonatori di accordion della  musica tradizionale cajun.

## Biografia
Costruttore di accordion già dalla fine degli anni cinquanta, prima ancora di essere un musicista affermato, nonché uno dei più autorevoli rappresentanti della musica cajun della vecchia guardia, la carriera musicale di Marc Savoy (la parte finale del cognome si pronuncia alla francese come vuà) cominciò ad assumere una certa importanza dal 1975 quando assieme alla (futura) moglie Ann Allen, statunitense proveniente dalla Virginia ed al violinista di cajun Michael Doucet diedero vita ad un trio chiamato Savoy-Doucet Cajun Band.
In seguito nel 1981 fece una apparizione (era uno dei musicisti cajun che suonano nella parte finale del film) in Southern Comfort, del regista Walter Hill.
Frequentatore assiduo di Festivals e concerti che trattano di musica cajun, ha al suo attivo alcuni album, alcuni suonati assieme oltre che con sua moglie, con i figli Joel e Wilson validi violinisti e multistrumentisti.

## Discografia
- 1977 - Louisiana Cajun Music: Underneath the Green Oak Tree (Arhoolie Records) a nome Dewey Balfa, Marc Savoy & D.L. Menard
- 1981 - Oh What a Night (Arhoolie Records) a nome Marc Savoy
- 1983 - Les Harias - Home Music (Arhoolie Records) a nome Savoy-Doucet Cajun Band
- 1986 - With Spirits (Arhoolie Records) a nome The Savoy-Doucet Cajun Band
- 1993 - Two-Step d'Amédé (Arhoolie Records) a nome Savoy-Doucet Cajun Band
- 1994 - Live! At the Dance (Arhoolie Records) a nome Savoy-Doucet Cajun Band
- 1996 - Now & Then (Arhoolie Records) a nome The Savoy-Smith Cajun Band
- 2000 - Sam's Big Rooster (Arhoolie Records) a nome The Savoy-Doucet Cajun Band
- 2002 - The Best of the Savoy-Doucet Cajun Band (Arhoolie Records) a nome The Savoy-Doucet Cajun Band
- 2003 - Cajun Album (Arhoolie Records) a nome The Savoy Family Band
- 2007 - Turn Loose But Don't Let Go (Arhoolie Records) a nome The Savoy Family Band

## Collaborazioni
con Wallace Cheese Read
- 1994 - Cajun House Party: C'ez Cheese (Arhoolie Records)